# Schramberg

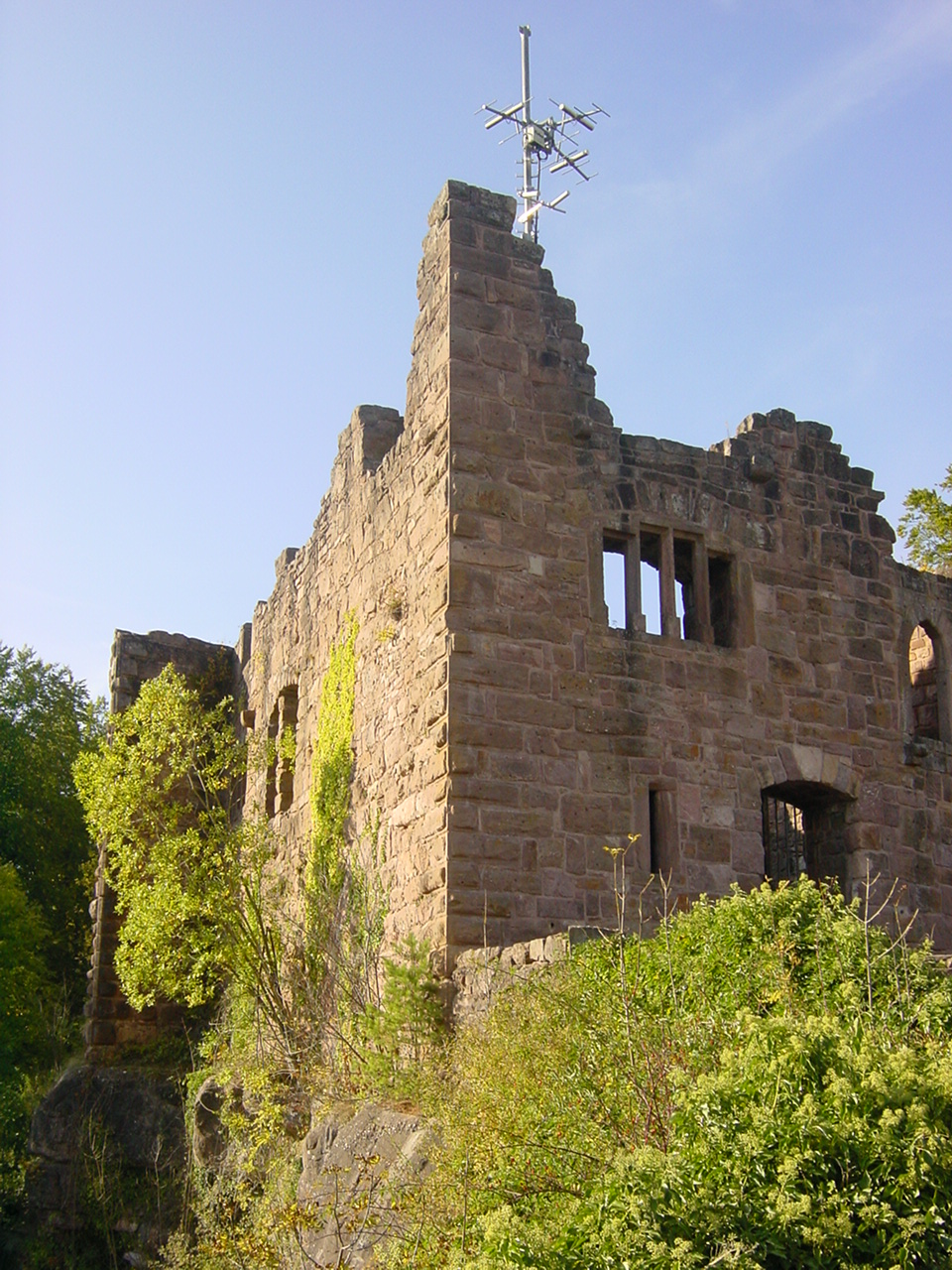
Ruinas del castillo de Hohenschramberg

Schramberg es una ciudad situada en el estado de Baden-Wurttemberg, Alemania. Tiene una población estimada, a fines de marzo de 2023, de 21 117 habitantes.
Está ubicada en el corazón de la Selva Negra. 
Es conocida por ser la sede de la fábrica relojera Junghans desde su fundación en 1861.